# Кубок Швейцарії з футболу 1933—1934
Дев'ятий розіграш Кубка Швейцарії, що проводився з 19 серпня 1933 по 2 квітня 1934 року. Його переможцем учетверте став «Грассгоппер».

## 1/32 фіналу
| Команда 1           | Рахунок   | Команда 2           |
| ------------------- | --------- | ------------------- |
| 1.10.1933, 15:30    |           |                     |
| Аарау               | 7:1       | Бюлах               |
| Ольтен              | 4:1       | Расінг Лозанна      |
| Серветт Женева      | 7:1       | Тун                 |
| Флер'є              | 3:2       | Конкордія Базель    |
| Етуаль Каруж        | 1:0       | Конкордія Івердон   |
| Люцерн              | 7:2       | Адлішвіль           |
| Цюрих               | 0:1       | Беллінцона          |
| Грассгоппер         | 8:0       | Ерлікон             |
| Лугано              | 6:0       | Тесс                |
| Уранія Женева Спорт | 5:2       | Сьйон               |
| Янг Фелловз Цюрих   | 3:1       | Санкт-Галлен        |
| Зеєбах              | 8:0       | Ельветік Базель     |
| Блю Старз Цюрих     | 4:2       | Балерна             |
| Лозанна             | 5:1       | Етуаль-Спортінг     |
| Дерендінген         | 3:4       | Кантональ Невшатель |
| Біль-Б'єнн          | 10:10     | Паєрн               |
| Глорія Ле-Локль     | 0:7       | Берн                |
| Веве                | 1:2       | Фрібур              |
| Локарно             | 7:1       | Алльшвіль           |
| Янг Бойз            | 1:2       | Нордштерн Базель    |
| Базель              | 8:0       | Золотурн            |
| Вінтертур           | 3:2       | Блек Старз (Базель) |
| Монтро-Спортс       | 5:1       | Дополоваро Женева   |
| Ювентус Цюрих       | 1:2       | Кіккерс Люцерн      |
| Бухс                | 5:3       | ФК Бухс СЖ          |
| Б'єнн-Бужан         | 0:1       | Вікторія Берн       |
| Люцернер            | 1:2       | Олд Бойз            |
| Монте               | 5:0       | Спорт Бойз Берн     |
| Ла Шо-де-Фон        | 3:1       | Гренхен             |
| Діана Цюрих         | 2:1 (д.ч) | Мюнхенштайн         |
| Роршах              | 1:4       | Веденшвіль          |
| Кройцлінген         | 1:2       | Брюль Санкт-Галлен  |

## 1/16 фіналу
| Команда 1         | Рахунок   | Команда 2           |
| ----------------- | --------- | ------------------- |
| 05.11.1933, 14:30 |           |                     |
| Беллінцона        | 2:3       | Люцерн              |
| Берн              | 2:0       | Етуаль Каруж        |
| Біль-Б'єнн        | 8:3       | Кантональ Невшатель |
| Блю Старз Цюрих   | 6:5 (д.ч) | Зеєбах              |
| Флер’є            | 1:2       | Ванген Бей Ольтен   |
| Локарно           | 6:0       | Бухс                |
| Лозанна           | 1:3       | Базель              |
| Лугано            | 0:1       | Грассгоппер         |
| Кіккерс Люцерн    | 1:4       | Вінтертур           |
| Монте             | 1:0       | Вікторія Берн       |
| Монтро-Спортс     | 2:1       | Ла Шо-де-Фон        |
| Нордштерн Базель  | 5:0       | Фрібур              |
| Олд Бойз          | 0:1       | Брюль Санкт-Галлен  |
| Серветт Женева    | 3:0       | Уранія Женева Спорт |
| Веденшвіль        | 5:1       | Діана Цюрих         |
| Янг Фелловз Цюрих | 4:3       | Аарау               |

## 1/8 фіналу
| Команда 1         | Рахунок | Команда 2         |
| ----------------- | ------- | ----------------- |
| 03.12.1933, 14:30 |         |                   |
| Брюль             | 8:1     | Веденшвіль        |
| 10.12.1933, 14:30 |         |                   |
| Базель            | 3:1     | Нордштерн Базель  |
| Берн              | 1:3     | Біль-Б'єнн        |
| Локарно           | 2:0     | Вінтертур         |
| Люцерн            | 1:4     | Грассгоппер       |
| Монтре-Спортс     | 4:0     | Монте             |
| Серветт Женева    | 8:1     | Ванген Бей Ольтен |
| Янг Фелловз Цюрих | 4:0     | Блю Старз Цюрих   |

## Чвертьфінали
| Команда 1         | Рахунок   | Команда 2          |
| ----------------- | --------- | ------------------ |
| 04.02.1934, 14:30 |           |                    |
| Базель            | 3:4 (д.ч) | Локарно            |
| Грассгоппер       | 6:1       | Янг Фелловз Цюрих  |
| Монтре-Спортс     | 4:2       | Брюль Санкт-Галлен |
| Серветт Женева    | 4:0       | Біль-Б’єнн         |

## Півфінали
| Команда 1         | Рахунок | Команда 2     |
| ----------------- | ------- | ------------- |
| 05.03.1934, 14:30 |         |               |
| Грассгоппер       | 5:2     | Локарно       |
| Серветт Женева    | 5:1     | Монтре-Спортс |

| 4 березня |

| «Серветт»                      | 5:1 | «Монтре-Спортс» |
| ------------------------------ | --- | --------------- |
| 15' 35' 83' Ж.Ебі 40' 57' Такс |     | 31' Ленер       |

| «Стад Олімпік де ла Понтез», Лозанна Глядачів: 6.000 Арбітр: Карл Вундерлін (Базель) |

- Серветт: Сешеай, Марат, Раппан, Лерчер, Освальд, Луашо, Гіншар, Ж.Ебі, Такс, Кільгольц, Лаубе.
- Монтре: Гервац, Ленер, Рамуз, Молер I, Педросса, Бернард II, Молер II, Сандос, Бернард I, Чиррен, Батті.

| 4 березня |

| «Грассгоппер»                                             | 5:2 | «Локарно»                  |
| --------------------------------------------------------- | --- | -------------------------- |
| 5' Фогель 12' Соботка 21' 53' М. Вайлер 88' Макс Абегглен |     | 38' Е.Штальдер 48' Каваллі |

| «Гардтурм», Цюрих Глядачів: 4000 Арбітр: Альфред Шпенглер (Ерленбах) |

- Грассгоппер: Губер, Мінеллі, В. Вайлер Дефаго, Енгель, Вернаті, М. Вайлер, Андре Абегглен, Соботка, М. Абегглен, Фогель.
- Локарно: Джузеппе Спіні, Бруно Пантані, Рудольф Кукович, Роберто Імгоф, Франческо Помі, Енріко Керн, Еді Штальдер, Тото Сіньйоріні, Джузеппе Альбертіні (Мюллер), Карло Пінтер, Сісто Каваллі

## Фінал
Фінальний матч був зіграний 2 квітня 1934 року на стадіоні «Ванкдорф» у Берні.
| Команда 1         | Рахунок | Команда 2 |
| ----------------- | ------- | --------- |
| 02.04.1934, 15:00 |         |           |
| Грассгоппер       | 2:0     | Серветт   |

| 2 квітня |

| «Грассгоппер»           | 2:0 | «Серветт» |
| ----------------------- | --- | --------- |
| 43' Шот 55' (аг.) Марат |     |           |

| «Ванкдорф», Берн Глядачів: 18000 Арбітр: Ганс Вютріх (Берн) |

- Грассгоппер: Віллі Губер, Северіно Мінеллі (к), Вальтер Вайлер II, Френсіс Дефаго, Фріц Енгель, Сіріо Вернаті, Фріц Шотт, Франц Соботка, Оскар Рор, Андре Абегглен, Макс Фогель, Тренер: Ізідор Кюршнер

- Серветт: Франк Сешеай, Леопольд Марат, Карл Раппан, Ернст Лерчер, Едмон Луашо, Макс Освальд, Жорж Ебі, Ігнац Такс, Леопольд Кільгольц, Альбер Гіншар, Александре Лаубе. Тренер: Карл Раппан